# Andrée Bosquet
Andrée Paule Julia Louise Bosquet (Doornik, 13 maart 1900 - La Louvière, 1980) was een Belgische schilderes. Zij was gehuwd met Frans Depooter.
Zij kwam uit een gecultiveerd milieu, vader was ingenieur Louis Phillippe Bosquet, moeder Maria Adolphine Alexandrine Ghislaine Jovenau. Zij volgde les in Bergen bij M. Putsage (pastel), Anto Carte en E. Motte. Zij was echter vooral een autodidact. Vanaf 1922 stelde zij regelmatig tentoon, onder meer op uitnodiging van de Groep Nervia en Le Bon Vouloir (Bergen). In 1963 ontving zij de prix Charles Caty.
Andrée Bosquet legde zich vooral toe op het schilderen en tekenen (met olieverf, roodkrijt en houtskool), met eenvoud en elegantie, van verfijnde, maar ongekunstelde zelfportretten en kinderportretten, heldere stillevens en tere boeketten. Haar voorkeur ging uit naar zachte, fijne, genuanceerde kleuren en ronde, weelderige vormen. Haar stijl vertoont geen enkele verwantschap met een school uit de geschiedenis van de kunst, ook al viel hij te vergelijken met die van de Florentijnse primitieven en waren er raakpunten met de primitieve kunst of het symbolisme. Werken van Andrée Bosquet bevinden zich in verschillende musea in België (Gent, Brussel, Bergen, La Louvière).

## Werken
Zie :
- Koninklijk Instituut voor het Kunstpatrimonium (KIK)